# Liu Yumei
Liu Yumei (17 de julho de 1961) é uma ex-handebolista chinesa, medalhista olímpica.
Liu Yumei fez parte do elenco da medalha de bronze inédita chinesa, em Los Angeles 1984.